# Celso Brant
Celso Teixeira Brant (Diamantina, 16 de dezembro de 1920 — Belo Horizonte, 24 de abril de 2004) foi um jurista, professor, escritor e político brasileiro.

## Biografia
Membro do Partido Republicano (PR) em Minas Gerais, iniciou a sua carreira política como secretário particular do governador mineiro Clóvis Salgado e, depois, seu chefe de gabinete durante a passagem de Salgado pelo MEC. Foi ministro da Educação durante o governo de Juscelino Kubitschek, ocupando o cargo durante 5 meses. 
Eleito deputado federal em 1956 e 1962 pelo PR mineiro, foi o secretário-geral da Frente Parlamentar Nacionalista. Em junho de 1964, por força do Ato Institucional Nº 1 (AI-1), criado 8 dias após o golpe de estado que derrubou o então presidente João Goulart, Celso Brant perdeu seus direitos políticos por 10 anos. Segundo arquivos do Instituto para o Estudo dos Regimes Totalitários da República Tcheca, Brant trabalhou para o serviço secreto da antiga Tchecoslováquia (StB, que então operava sob a supervisão do KGB) com o codinome "MACHO".
Com o encerramento do bipartidarismo, regressou ao cenário político em 1982, sendo candidato a suplente de senador pelo PTB no estado do Rio de Janeiro, em 1982, não obtendo êxito. Em 1984 criou o Movimento de Mobilização Nacional, que transformou-se em partido no ano seguinte, o PMN, de quem foi presidente nacional. Em 1988, foi candidato a vice-prefeito do Rio de Janeiro por esta legenda, na chapa encabeçada por Paulo Ramos, e em 1989, concorreu à presidência da República, obtendo pouco mais de 100 mil votos. Durante sua campanha, defendeu uma plataforma eleitoral essencialmente nacionalista. No ano seguinte, concorreu a uma vaga na Câmara dos Deputados, ficando com a primeira suplência.
De volta a Minas Gerais, se elegeu vereador por Belo Horizonte, e foi Secretário do Trabalho durante o governo de Itamar Franco.
Em 1999, divergiu e saiu do PMN, tendo breve passagem pelo PTdoB mineiro, que presidiu em 2000. Publicou diversos livros sobre economia e política, e foi habitual articulista de vários jornais no Rio de Janeiro e em Belo Horizonte.
Morreu em 24 de abril de 2004, aos 83 anos, quando sentiu-se mal em sua casa, logo após fazer uma sessão de hemodiálise.

## Obras
- Poesia Ameríndia;
- Fatores genéticos da literatura;
- A arte e a vida;
- A arte e a religião;
- A saudade em outras terras;
- A música na Inglaterra;
- Teoria Geral do Serviço Público;
- Bach, o quinto evangelista;
- Canção do trabalho obscuro;
- O Estado moderno e o direito internacional
- O bicho-de-pé;
- O conceito da cultura;
- A mobilização nacional;
- Terceiro mundo, terceiro caminho, terceiro milênio;
- Teologia da Libertação versus Teologia da Submissão;
- Quem tem medo da moratória?;
- Projeto Tiradentes;
- A Nova Inconfidência (volumes I e II);
- A Guerra do Golfo Pérsico e o futuro do petróleo no mundo.